# Pterocyclophora albiapicata
Pterocyclophora albiapicata är en fjärilsart som beskrevs av W. Warren 1914. Pterocyclophora albiapicata ingår i släktet Pterocyclophora och familjen nattflyn. Inga underarter finns listade.